# Tramwaje w Moście i Litvínovie
Tramwaje w Moście i Litvínovie – system tramwajowy znajdujący się w Moście i Litvínovie, miastach leżących w północno-zachodnich Czechach.
W miastach funkcjonuje wspólny system tramwajowy, obsługiwany przez Dopravní podnik měst Mostu a Litvínova a.s. (DPmML, pol. Przedsiębiorstwo Transportowe miast Mostu i Litvínova S.A.). Trasa poza granicami obu miast ma charakter szybkiego tramwaju. Tramwaje są jednym z dwóch, obok autobusów, rodzajów komunikacji miejskiej w tych miastach.
Sieć tramwajowa składa się z czterech linii oznaczonych numerami 1–4, o łącznej długości 74 km, przy czym w znacznej mierze pokrywają się one ze sobą. Ponadto w weekendy i dni świąteczne w okresie od kwietnia do października uruchamiany jest Cyklotramwaj, kursujący po trasie „1”. Linie obsługiwane są przez 51 wagonów tramwajowych, w tym 10 niskopodłogowych. Most i Litvínov to najmniejsze czeskie miasta z funkcjonującą komunikacją tramwajową.

## Historia

### Początki
W końcu XIX w. Most, ważny ośrodek górniczy, bardzo szybko się rozwijał. Powstawały nowe zakłady przemysłowe, coraz bardziej oddalone od miasta. Brak dostatecznej komunikacji między nimi a centrum miasta miały rozwiązać tramwaje parowe, które proponowano już w 1893 r.
Zdecydowano się jednak na tramwaj elektryczny i w 1899 r. rozpoczęto budowę torów i sieci trakcyjnej. Pierwszą linię otwarto 7 sierpnia 1901. Miała 12,5 km długości i wiodła z dworca kolejowego przez centrum Mostu, Kopisty, Růžodol, Dolny Litvínov, Górny Litvínov do Janowa. Była to linia jednotorowa o rozstawie 1000 mm. W pierwszych latach w Moście eksploatowano osiem pojazdów silnikowych i siedem doczepnych pochodzących z wytwórni w Grazu, z wyposażeniem elektrycznym z koncernu AEG. Całkowity koszt budowy wyniósł 7 364 000 koron austro-węgierskich. Do 1918 r. operatorem mosteckich tramwajów była spółka Betreibergesellschaft Brüxer Strassenbahn- und Elektrizitäts – Gesellschaft, AG Brüx.

### Tramwaje wąskotorowe do lat 50.
1 kwietnia 1903 uruchomiono przewozy towarowe. Zostało wtedy zbudowane krótkie (kilkaset metrów) odgałęzienie do kopalni Minerva. Bocznicę do kopalni otwarto w 1907 r. również w Hamrze, krótko przed pętlą w Janowie. W tym samym rejonie w 1910 r. nieznacznie zmieniono kształt linii tramwajowej, która przebiegała odtąd bliżej zabudowań. Następnie w 1915 powstały odnogi do kopalni Julius II i Julius III w Kopistach, przy czym obie obsługiwały wyłącznie przewozy towarowe. W latach 1913 i 1915 tabor zasiliły nowe wagony zakładów Ringhoffera.
12 grudnia 1917 otwarto nowy odcinek do Wzgórza Czepiroskiego (czes. Čepirožská výšina). W następnym okresie skupiono się na rozwoju przewozów towarowych, nie rozszerzając sieci pasażerskiej ani nie modernizując taboru. Sytuacja zmieniła się po 1938, kiedy Most wszedł w skład III Rzeszy.
10 grudnia 1939 wprowadzono oznaczenie linii:
1. Most, dworzec – Most, kasa oszczędności – Kopisty – Růžodol – Dolny Litvínov – Górny Litvínov – Hamr – Janów
2. Most, kasa oszczędności – Wzgórze Czepiroskie
3. Most, kasa oszczędności – Kopisty – kopalnia Minerva

W związku z budową w Záluží, między Mostem a Litvínovem, wielkich zakładów petrochemicznych zbudowano tam linię tramwajową, która częściowo wykorzystywała istniejące już odgałęzienie do kopalni Minerva. Pod koniec II wojny światowej zakłady petrochemiczne w Záluží zostały zbombardowane, przez co doszło do zniszczenia dwukilometrowego odcinka trakcji tramwajowej w tym rejonie. Z tego powodu tymczasowo funkcjonowały odrębne sieci: litvínovska i mostecka.
Ruch międzymiastowy wznowiono 29 października 1945, przy czym trasa poza granicami miasta została przesunięta znacznie na zachód. Jednocześnie odcinek Most kasa oszczędności – Most zajezdnia stał się wyłącznie odcinkiem technicznym. W następnym roku linię do kopalni Minerva przedłużono do wschodniej bramy zakładów petrochemicznych, a bocznicę do kopalni Julius III otwarto dla przewozów pasażerskich. W 1949 r. oddano do użytku nową pętlę przy dworcu kolejowym oraz uruchomiono linię o długości 1,4 km od gimnazjum do osiedla górniczego Szczęść Boże (czes. Zdař Bůh) w dzielnicy Zahrażany.
W 1950 sieć tramwajowa w Moście i Litvínovie liczyła 18,8 km i składała się z pięciu linii:
1. Most, kasa oszczędności – Kopisty – Růžodol – Dolny Litvínov – Górny Litvínov – Hamr – Janów
2. Most, dworzec – Most, kasa oszczędności – Most, gimnazjum – Wzgórze Czepiroskie
3. Most, dworzec – Most, kasa oszczędności – Most, gimnazjum – osiedle Szczęść Boże
4. Most, kasa oszczędności – Kopisty – kopalnia Minerva – Záluží, zakłady petrochemiczne
5. Most, kasa oszczędności – Kopisty, kopalnia Julius III

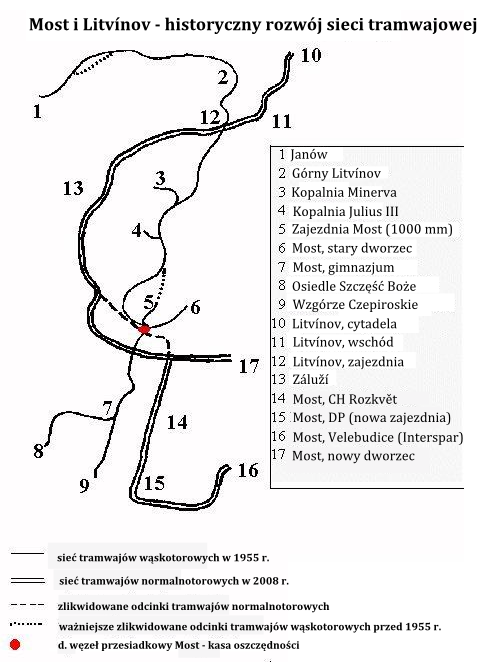
Historyczny rozwój sieci tramwajowej w Moście i Litvínovie

W 1952 r. zbudowano drugi tor na trasie od kasy oszczędności do gimnazjum w Moście. Tabor został zasilony nowymi wagonami 6MT z zakładów Tatra z Czeskiej Lipy.

### Przebudowa sieci tramwajowej
W latach 50. postanowiono przebudować sieć tramwajową do rozstawu 1435 mm. W 1955 r. otwarto nową pętlę Podžatecká, przez co linia do Wzgórza Czepiroskiego została skrócona o 250 m. 28 listopada 1955 linię nr 1 skrócono do Dolnego Litvínova.
1 kwietnia 1957, dokładnie po pięciu latach od rozpoczęcia budowy, otwarto pierwszy odcinek normalnotorowej linii tramwajowej z dworca w Litvínovie do Záluží, mającej na odcinku poza granicami miasta charakter szybkiego tramwaju. Jednocześnie linia 1 została skrócona do Růžodolu. Jeszcze w tym samym roku normalnotorowa linia tramwajowa dotarła do ul. Kopistskiej w Moście. W 1958 r. linia ta otrzymała numer 4, natomiast wąskotorowe linie 4 i 5 zostały zlikwidowane, choć jeździły jeszcze oznaczone jako X do 1 sierpnia 1958. Wtedy zamknięto odcinek między zakładami petrochemicznymi a odgałęzieniem do kopalni Julius III, linia 1 została skierowana do tej kopalni, a X ostatecznie zlikwidowana. W 1958 r. linię nr 4 przedłużono do pętli „Litvínov wschód” (dziś Poliklinika), a w 1959 do Cytadeli.
Kolejnym etapem likwidacji sieci wąskotorowej było zamknięcie odcinka między kopalnią Jan Hus a Julius III 23 marca 1959. 2 kwietnia 1959 została całkowicie zlikwidowana linia 1. Wciąż funkcjonowały linie 2 i 3, kursujące tylko w obrębie samego miasta Mostu. Kursowanie linii 3 zostało zawieszone 1 listopada 1960, po poważnym wypadku, natomiast „2” została zlikwidowana 24 marca 1961. Następnego dnia oddano do użytku nową, normalnotorową, trasę do domu towarowego Rozkvět, przedłużoną w grudniu do Velebudic, gdzie od 1964 do 1969 budowano nową zajezdnię oraz zakłady naprawcze.
Pierwsza normalnotorowa linia tramwajowa wiodła z Litvínova przez Záluží do Mostu, gdzie biegła przez Kopisty, śródmieście, Podžatecką do Velebudic. Przebudowa sieci tramwajowej pozwoliła na likwidację w 1959 r. linii trolejbusowej, która funkcjonowała w obu miastach od 1946. W związku z przebudową sieci dokonano wymiany przestarzałego, przedwojennego taboru na nowoczesne wtedy Tatry T1 (od 1956) i T2 (od 1961). Do dzisiejszych czasów nie zachowały się praktycznie żadne ślady dawnych wąskotorowych tramwajów.

### Tramwaje normalnotorowe po 1961

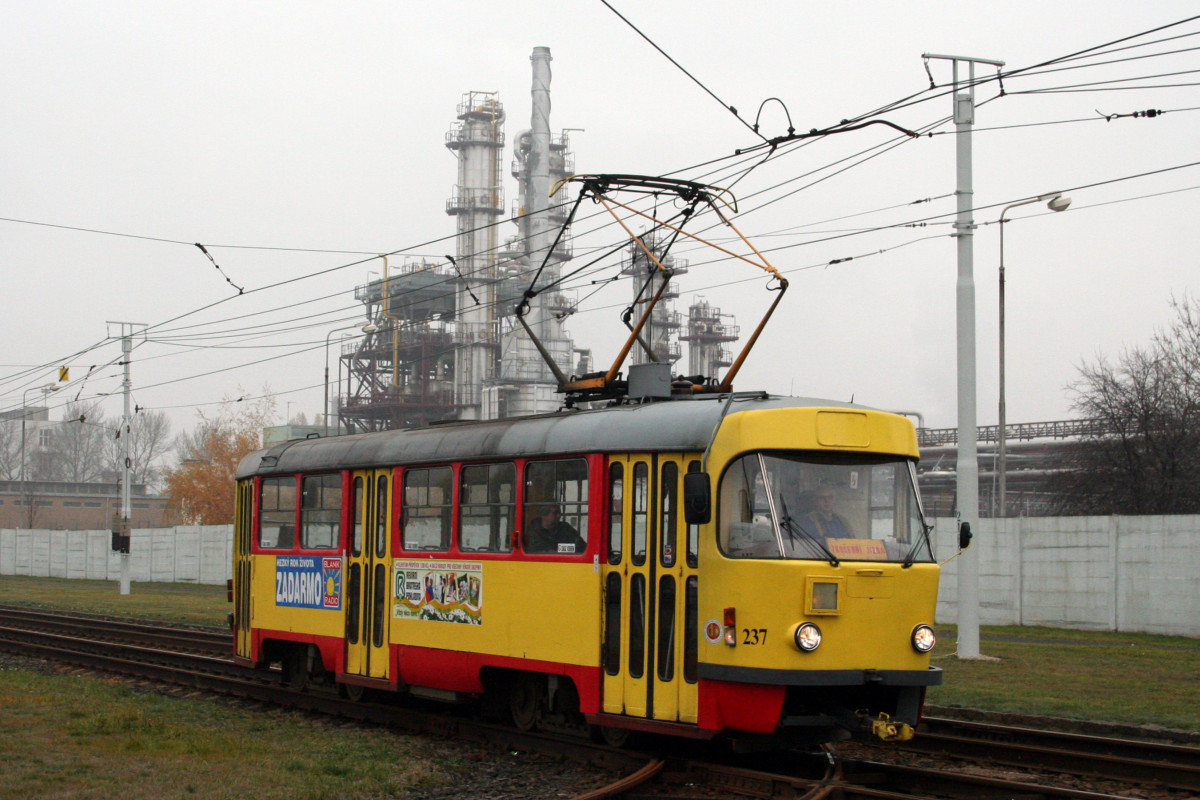
Tramwaj Tatra T3 w Záluží

W 1964 r. podjęto decyzję o „przeniesieniu” miasta Most na nowe miejsce, kilka kilometrów na południe, i całkowitym wyburzeniu całego historycznego centrum w celu eksploatacji złóż węgla brunatnego znajdujących się pod miastem. Proces ten trwał aż do 1978 r. Konieczna była kompletna zmiana tras tramwajowych na dawnym odcinku śródmiejskim. Wskutek przebudowy sieci z lat 50. nie było to zbyt skomplikowane. W 1973 r. przebudowano krótki odcinek w „starym” Moście, jednak główne prace przypadły na rok 1975, kiedy wybudowano nowy odcinek linii tramwajowej o długości 3,1 km z Kopist do nowego centrum miasta, przebiegający w – powstałym na miejscu południowo-zachodniej części zniszczonej starówki – korytarzu erwienickim (czes. Ervěnický koridor), równolegle do dwupasmowej drogi I/13 (Deczyn – Cheb) i linii kolejowej z Uścia nad Łabą do Chomutowa. Ponadto wybudowano odgałęzienie do nowego dworca kolejowego. W 1967 na ulice Mostu i Litvínova wyjechały pierwsze Tatry T3, które stanowią dziś zdecydowaną większość taboru (102 na 104 wozy tramwajowe).
W uzupełnieniu do istniejącej linii nr 4 z Mostu-Velebudic (zajezdnia) do litvínovskiej cytadeli, na przełomie lat 70. i 80. powstały linie: 2 – od dworca do Velebudic, 3 – od dworca do cytadeli i 7 z Velebudic do Litvínova-wschodu (poliklinika). 20 stycznia 1981 oddano do użytku trasę z zajezdni v Velebudicach do nowego osiedla mieszkaniowego w tej dzielnicy, gdzie przedłużono linię nr 2 oraz uruchomiono linię nr 1 stamtąd do cytadeli w Litvínovie.
W latach 80. XX w. oprócz modelu T3 (na który przebudowano również większość T1 i T2) eksploatowano wagony Tatra KT8D5, sprzedane w 1997 do węgierskiego Miszkolca, i Tatra T5B6, wycofane w 1990. W ramach testów po mosteckich i litvínovskich ulicach jeździły również Tatry T5A5 (1974–1976), Tatry T7B5 (1988) i Tatry RT6N1 (1993–1994). W pierwszych latach XXI w. do Mostu i Litvínova trafiły dwa niskopodłogowe tramwaje Škoda 03T. W latach 2013–2014 zakupiono dwa tramwaje Vario LF plus, a część zbędnych tramwajów T3 sprzedano do Odessy. W latach 2016–2018 zakupiono dwa tramwaje typu Vario LF.  W 2020 pojawiły się tramwaje typu Evo 2 oraz wagon Evo 1

## Niezrealizowane plany
W latach 80. pojawiły się plany rekonstrukcji linii tramwajowej do Janowa, a później także nowej linii z Velebudic do dworca przez Liščí vrch. Oba projekty nie zostały nigdy zrealizowane i dziś budowa tych odcinków nie jest już brana pod uwagę.
W ramach programu rozwoju transportu szynowego w regionie mosteckim, noszącym nazwę EURO-CESTY planowana była budowa tramwaju dwusystemowego z Mostu do Žatca przez strefę przemysłową w Havraniu, przy wykorzystaniu w części linii kolejowej Chomutov – Žatec. Trasa miała być otwarta w 2011.

## Linie
Stan z 20 grudnia 2020 r.
| Linia | Trasa |
| ----- | --- |
|       | Litvínov, Citadela ↔ Most, Velebudická Litvínov, u dílen – Litvínov, stadion – Litvínov, Technické služby – Litvínov, poliklinika – Litvínov, obchodní dům – Litvínov, nádraží – Litvínov, Báňské stavby – Záluží, areál Hlubina (dříve Záluží, Doly Hlubina) – Záluží, Petrochemie – Záluží, CHEMOPETROL – Záluží, Zdravotní středisko – Záluží, Důl Julius IV – Most, rozcestí Kopisty – Most, sídliště ČD – Most, Souš – Most, zimní stadion – Most, sportovní hala – Most, obchodní dům PRIOR – Most, 1. náměstí – Most, Čs. mládeže – Most, Dopravní podnik – Most, Severografia |
|       | Most, nádraží ↔ Most, Velebudická Most, TESCO – Most, zimní stadion – Most, sportovní hala – Most, obchodní dům PRIOR – Most, 1. náměstí – Most, Čs. mládeže – Most, Dopravní podnik – Most, Severografia |
|       | Litvínov, Citadela ↔ Most, nádraží Litvínov, u dílen – Litvínov, stadion – Litvínov, Technické služby – Litvínov, poliklinika – Litvínov, obchodní dům – Litvínov, nádraží – Litvínov, Báňské stavby – Záluží, areál Hlubina – Záluží, Petrochemie – Záluží, CHEMOPETROL – Záluží, Zdravotní středisko – Záluží, Důl Julius IV – Most, rozcestí Kopisty – Most, sídliště ČD – Most, Souš – Most, Chomutovská – Most, TESCO |
|       | Litvínov, Citadela ↔ Most, Dopravní podnik Litvínov, u dílen – Litvínov, stadion – Litvínov, Technické služby – Litvínov, poliklinika – Litvínov, obchodní dům – Litvínov, nádraží – Litvínov, Báňské stavby – Záluží, areál Hlubina – Záluží, Petrochemie – Záluží, CHEMOPETROL – Záluží, Zdravotní středisko – Záluží, Důl Julius IV – Most, rozcestí Kopisty – Most, sídliště ČD – Most, Souš – Most, zimní stadion – Most, sportovní hala – Most, obchodní dům PRIOR – Most, 1. náměstí – Most, Čs. mládeže                                                                       |

## Zajezdnie

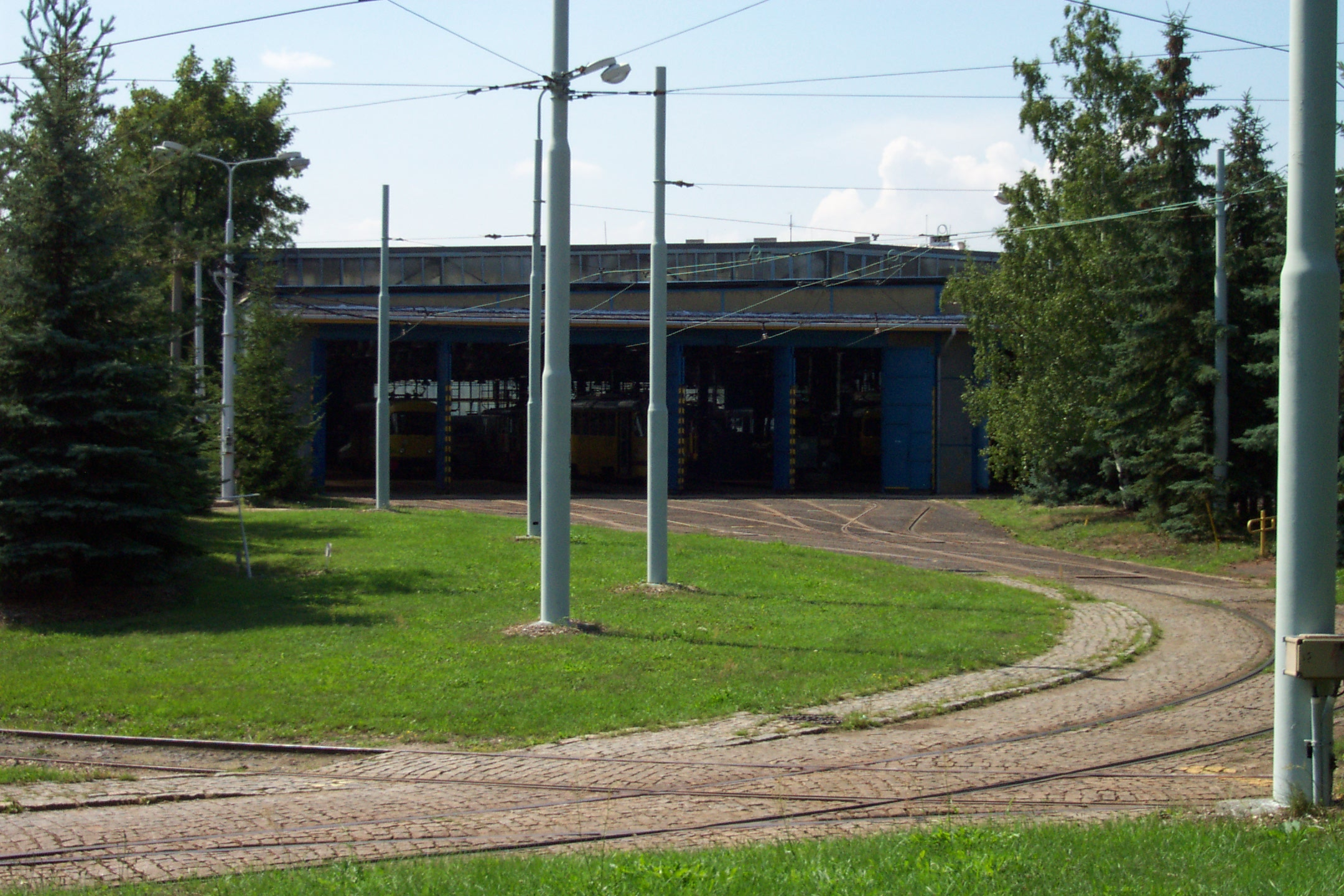
Zajezdnia Litvínov

Dopravní podnik měst Mostu a Litvínova ma dwie zajezdnie:
- w Litvínovie przy ul. Mosteckiej, w sąsiedztwie dworca kolejowego;
- w Moście, przy alei Budovatelů, w dzielnicy Velebudice; została zbudowana w latach 1964–1969; zajezdnia jest wykorzystywana również przez autobusy, a oprócz niej znajdują się tam zakłady naprawcze oraz siedziba DPmML.Tatra T5B6

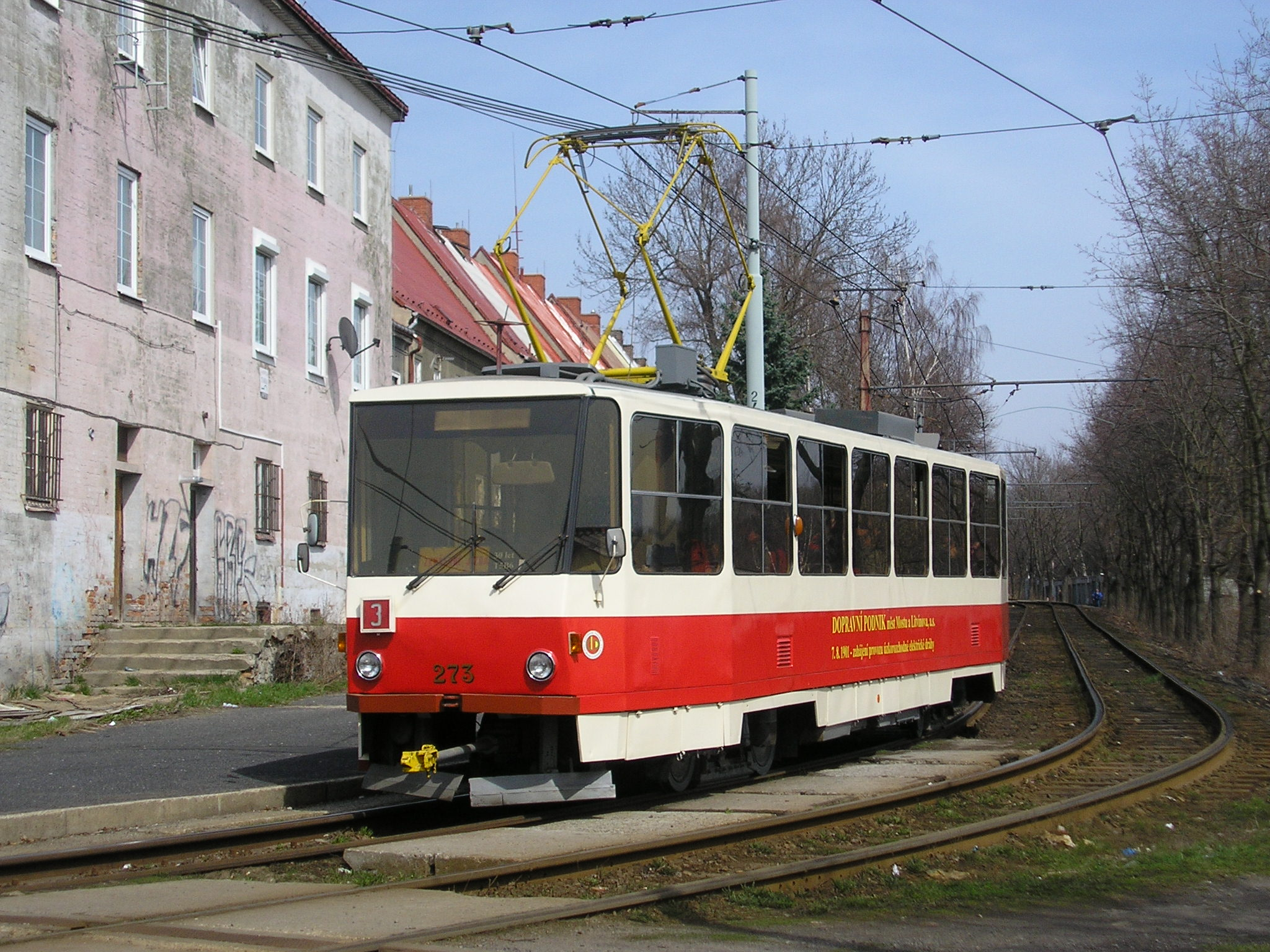
Tatra T5B6

## Tabor
We flocie liniowej znajdują się następujące tramwaje:
| Zdjęcie | Typ          | Modifikacje i Podtypy | Dostawy w latach | Liczba (stan na 22. 09. 2020) |
| ------- | ------------ | --------------------- | ---------------- | ----------------------------- |
|         | Tatra T3     | T3SUCS                | 1983             | 1                             |
| T3M.3   | Tatra T3     | 1997–2001             | 34               |                               |
|         | Škoda 03T    | Škoda 03T5 (Astra)    | 2001–2002        | 2                             |
|         | VarioLF plus | VarioLF plus          | 2012–2014        | 2                             |
|         | EVO1         | EVO1                  | 2016             | 1                             |
|         | VarioLF      | VarioLFR.S            | 2016–2018        | 2                             |
|         | EVO2         | EVO2                  | 2019–2020        | 3                             |

Ponadto DPmML posiada jedyny zachowany egzemplarz prototypowego tramwaju Tatra T5B6 o numerze 273 z 1976 roku, eksploatowany w latach 1979-1990.